# Bed rotting

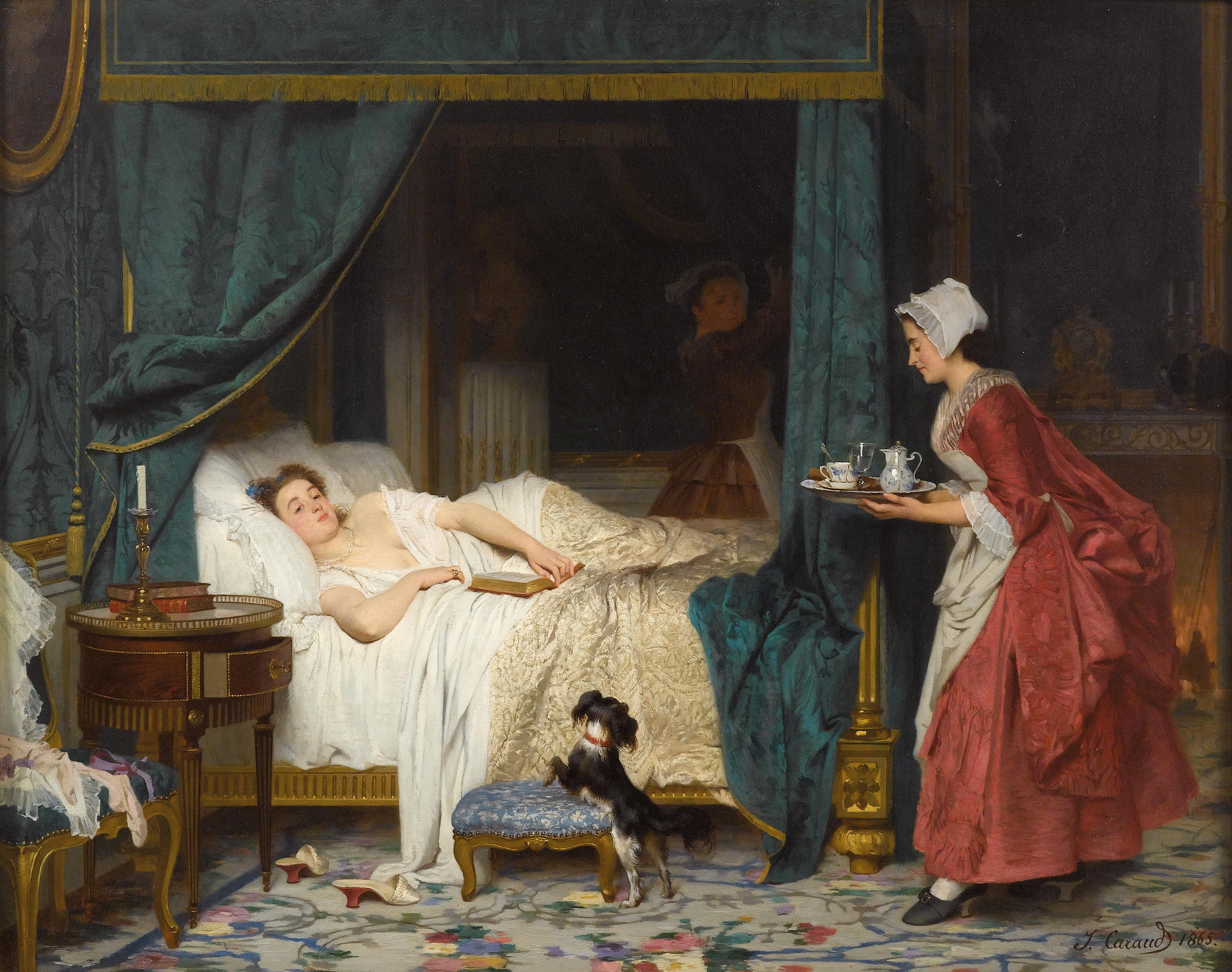

„Bed rotting” (din engleză; „putrezirea în pat”) este o expresie popularizată pe rețelele sociale referindu-se la activitatea în care o persoană stă în pat o zi întreagă fără a se angaja în activități și obligații zilnice. Mulți dintre cei care practică „bed rotting” își petrec de obicei timpul pe computer sau pe smartphone. Comportamentul acesta poate avea un impact negativ asupra persoanelor care se confruntă cu depresie și poate fi însuși un simptom al depresiei.
Unii au interpretat acest lucru ca o reacție la stres și/sau anxietate.
Lifehacker a descris fenomenul drept „The Joy of Missing Out” („fericirea neparticipării”), ca un joc de cuvinte a termenului „Fear of Missing Out” („frica neparticipării”).